# Mac & Devin Go to High School (album)
Mac & Devin Go to High School je zajednički album Snoop Dogga i Wiza Khalife, te glazba istoimenog filma. Album su 13. prosinca 2011. godine objavile diskografske kuće Atlantic Records, Rostrum Records i Doggy Style Records. Album sadrži jedan singl "Young, Wild & Free" na kojem gostuje pjevač Bruno Mars.

## Pozadina
U siječnju 2011. godine Snoop Dogg je najavio planove za film i album zajedno s Wizom Khalifom, kada je objavljena pjesma "That Good" koja je trebala biti prvi singl s albuma. Film i album su trebali biti objavljeni 20. travnja 2011. godine, ali su ih odgodili za daljnje. Wiz Khalifa je na intervjuu za MTV izjavio da će album biti veliki izazov jer surađuje s veteranom hip hopa, te da će projekt biti kompletan proizvod. Snoop je odgovorio da je veliki obožavatelj glazbe i da će album biti opuštajuć, te da će biti pun dobre i kvalitetne glazbe.

## Singlovi
Vodeći singl s albuma "Young, Wild & Free" objavljen je 11. listopada 2011. godine. Na singlu gostuje Bruno Mars, a producenti su The Smeezingtons. U prvom tjednu singl je prodan u 159.000 primjeraka. Na top ljestvici Billboard Hot 100 singl je debitirao na poziciji broj deset, a završio na poziciji broj sedam. Na top ljestvici Canadian Hot 100 debitirao je na poziciji broj 44, a završio na poziciji broj 13. Spot za pjesmu je snimljen 19. listopada 2011. godine. Pjesma "Smokin' On", 17. siječnja 2012. godine objavljena je kao promotivni singl.

## Komercijalna izvedba
Album je na top ljestvici Billboard 200 debitirao na poziciji broj 29, te je u prvom tjednu prodan u 40.000 primjeraka. U Kanadi je album debitirao na poziciji broj 96. Od 25. prosinca 2011. godine, album je dosegao prodaju od 59.000 primjeraka u Sjedinjenim Američkim Državama. Album je do travnja dosegao dosegao prodaju od 118.500 primjeraka.

## Popis pjesama
| Br. | Skladba                                            | Tekstopisac                                                         | Producent               | Trajanje |
| --- | -------------------------------------------------- | ------------------------------------------------------------------- | ----------------------- | -------- |
| 1.  | »Smokin' On« (featuring Juicy J)                   | Calvin Broadus, Cameron Thomaz, Jordan Houston, Christopher Gholson | Drumma Boy              | 4:28     |
| 2.  | »I Get Lifted« (featuring LaToiya Williams)        | Broadus, Thomaz, Warren Griffin                                     | Warren G                | 4:52     |
| 3.  | »You Can Put it in a Zag, I'mma Put it in a Blunt« | Broadus, Thomaz, Aleksander Manfredi                                | Exile                   | 3:19     |
| 4.  | »6:30«                                             | Broadus, Thomaz, Dominick Lamb                                      | Nottz                   | 4:10     |
| 5.  | »Talent Show«                                      | Broadus, Thomaz, Jesse Wilson, Anthony Reyes                        | Jesse "Corparal" Wilson | 4:35     |
| 6.  | »Let's Go Study«                                   | Broadus, Thomaz, Jacob Dutton                                       | Jake One                | 4:05     |
| 7.  | »Young, Wild & Free« (featuring Bruno Mars)        | Broadus, Thomaz, Peter Hernandez, Philip Lawrence, Ari Levine       | The Smeezingtons        | 3:27     |
| 8.  | »OG« (featuring Currensy)                          | Broadus, Thomaz, Shante Franklin, Eric Dan, Jeremy Kulousek         | E. Dan, Big Jerm        | 4:58     |
| 9.  | »French Inhale« (featuring Mike Posner)            | Broadus, Thomaz, Michael Posner, Dutton                             | Jake One                | 2:39     |
| 10. | »It Could Be Easy«                                 | Broadus, Thomaz, Larrance Dopson, Lamar Edwards                     | 1500 or Nothin'         | 4:48     |
| 11. | »World Class«                                      | Broadus, Thomaz, Ray Johnson                                        | Cardo                   | 3:30     |
| 12. | »That Good«                                        | Broadus, Thomaz, Johnson                                            | Cardo                   | 3:48     |

| 13. | »High School« | Broadus, Thomaz, Dopson, Edwards | 1500 or Nothin'  | 3:28 |
| 14. | »Dev's Song«  | Thomaz, Dan, Kulousek            | E. Dan, Big Jerm | 4:30 |

## Top ljestvice
| Top ljestvica (2011. – 2012.)      | Završna pozicija |
| ---------------------------------- | ---------------- |
| Kanada (Canadian Albums Chart)     | 96               |
| SAD (Billboard 200)                | 29               |
| SAD (Billboard R&B/Hip-Hop Albums) | 6                |
| SAD (Billboard Rap Albums)         | 3                |

## Nadnevci objavljivanja
| Država                     | Nadnevak           | Format                 | Diskografska kuća                                    | Izvor  |
| -------------------------- | ------------------ | ---------------------- | ---------------------------------------------------- | ------ |
| Sjedinjene Američke Države | 13. prosinca 2011. | CD, digitalni download | Atlantic Records Rostrum Records Doggy Style Records | [ 15 ] |

## Vanjske poveznice
- Mac & Devin Go to High School na Allmusicu
- Mac & Devin Go to High School na Discogsu